# Botsford
Botsford es una parroquia canadiense situada en la provincia de Nuevo Brunswick.

## Superficie
Botsford tiene una superficie de 304,62 km².

## Demografía
En 2021, tenía 1120 habitantes, una densidad poblacional de 3,7 hab./km², y 978 viviendas.